# Myokiny

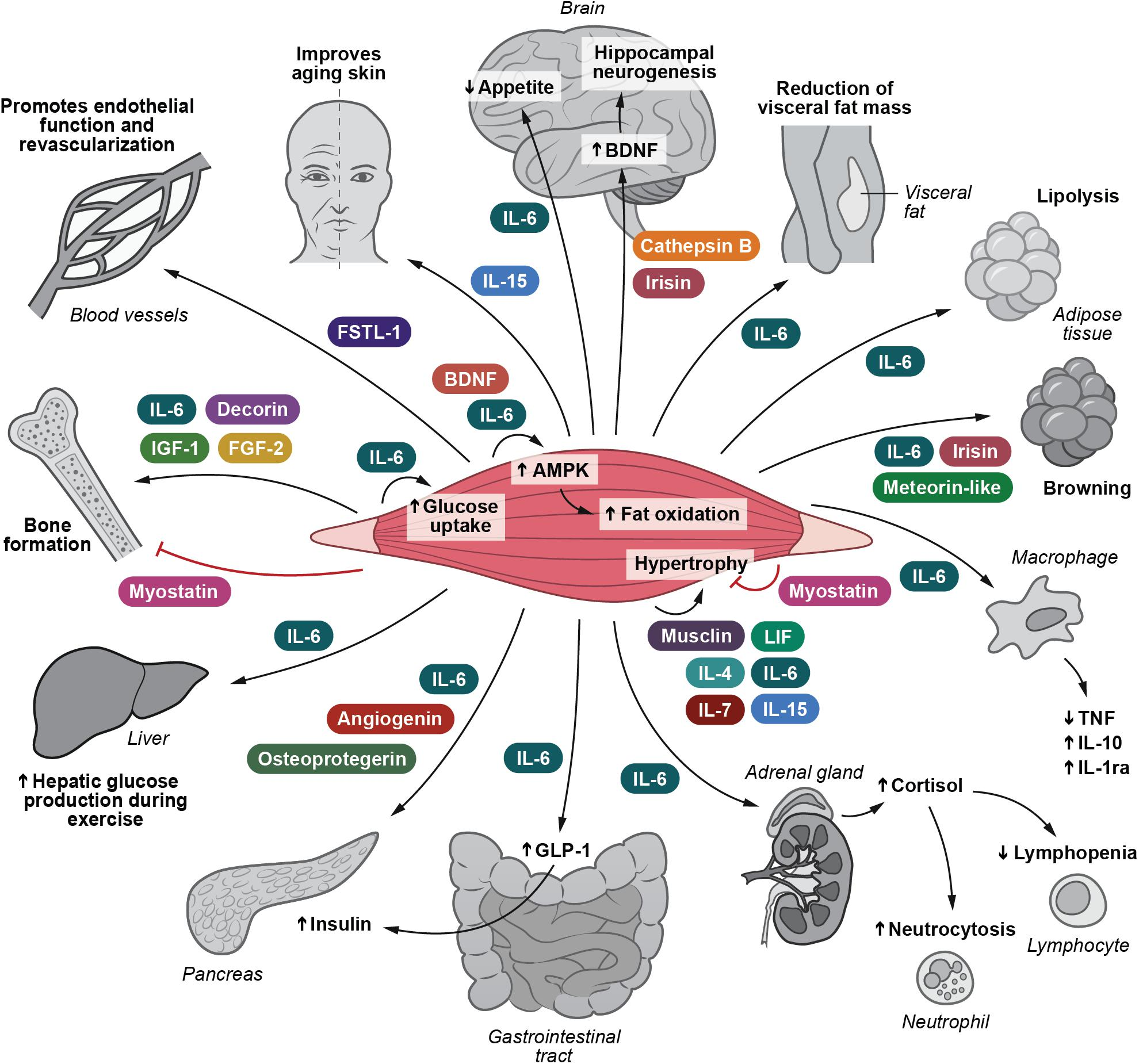
myokiny

Myokiny jsou malými signálními molekulami o velikosti 5–20 kDa, které jsou exprimovány a uvolňovány buňkami svalstva po svalové kontrakci. Jedná se o cytokiny a jiné peptidy, které mají autokrinní, parakrinní nebo endokrinní účinky a vyvolávají metabolické změny v reakci na fyzickou námahu. Kosterní sval je schopen do okolí uvolňovat mnoho různých myokinů v závislosti na svalové aktivitě, která expresi těchto molekul reguluje. V tomto ohledu může být kosterní sval vnímán jako endokrinní orgán schopný prostřednictvím těchto signálních molekul komunikovat a ovlivňovat další orgány jako tukovou tkáň, játra, kosti, mozek a další. 
Na kombinace myokinů produkovaných svalem má vliv i typ cvičení (aerobní / silové) a typ svalového vlákna – různé cvičení má různý efekt. Sedavý životní styl a s ním spojená chronická onemocnění mohou být mimo jiné také způsobeny jiným myokinovým prostředím. 

## Funkce
Myokiny ovlivňují metabolismus, produkci dalších signálních molekul jinými tkáněmi v případě, že jsou uvolňovány do krve. Důležitá je také jejich imunoregulační role a interakce s tukovou tkání a tím regulace energetické homeostázy, včetně regulace metabolismu glukózy. Jejich vylučování působí na růst svalových vláken a regeneraci svalu a dochází k podpoře angiogeneze. Myokiny mají také vliv na tvorbu hnědé tukové tkáně a kosterní homeostázu.
Fyzická aktivita má skrze myokinovou signalizaci vliv i na nervovou tkáň, dochází ke vzniku histonových modifikací a syntéze proteinů, které jsou schopné ovlivnit náladu, kognici a zlepšit spánkovou kvalitu.
Kromě vlivu na ostatní tkáně mají myokiny důležitý vliv na sval samotný, jsou prostředníky svalových změn vyvolaných cvičením. Mezi tyto změny patří podpora proliferace buněk svalu a tvorby nových cév pomocí VEGF a dalších molekul.
U myokinů bývá často popisována protizánětlivá funkce a bývají vnímány jako prevence pro celou řadu onemocnění. I když ve většině případů je vliv myokinů na organismus popisován velmi pozitivně, je tomu tak u jejich časově omezeného uvolňování. Dysregulace těchto molekul může přispět také mnohým patologiím, příkladem může být nepříznivý vliv interleukinu 6 v mozku.

## Zástupci

### Myostatin
Myostatin byl první molekulou popsanou jako myokin. Exprese a uvolňování myostatinu je inhibováno jak aerobním tak silovým cvičením, naopak jeho zvýšená hladina byla zjištěna u obézních jedinců. Jeho přirozeným inhibitorem je folistatin, jehož hladiny se zvyšují po fyzické námaze. 

### Interleukin 6
Interleukin 6 je známým zástupcem myokinů, jeho produkce je indukována kontrakcí kosterního svalstva při fyzické aktivitě již zhruba po půl hodině. Objevuje se i v krevním oběhu a jeho množství závisí na délce a intenzitě cvičení. Jako myokin má protizánětlivý účinek a je schopen inhibovat tvorbu některých prozánětlivých cytokinů, přestože jako cytokin může mít i prozánětlivou funkci. Podílí se také na regulaci růstu svalů zprostředkovaného satelitními buňkami. Jeho uvolňování svalovými buňkami podporuje glykogenolýzu, lipolýzu a také dochází ke zvýšené expresi GLUT4 a zvýšené inzulinové citlivosti. Jedná se tedy o jeden z hlavních regulátorů udržujících tukovou homeostázu. 

### Interleukin 15
Dalším interleukinem řazeným k myokinům je interleukin 15, který je také schopný stimulovat růst svalu a podporovat absorpci glukózy. Vliv má i na tukovou tkáň, kde stimulací adiponektinu inhibuje hromadění lipidů. Mimo to má antioxidační účinky a podporuje aktivitu mitochondrií. 
Mezi myokiny se řadí i další interleukiny jako jsou IL-7, IL-8 či IL-10. 

### LIF
Inhibiční faktor leukémie (LIF) je dalším myokinem stimulujícím proliferaci svalových buněk a tím růst svalu. Podílí se také na hypertrofii a regeneraci svalové tkáně. Regulace jeho exprese je závislá na intracelulární koncentraci vápníku. 

### FGF21
Růstový faktor fibroblastů 21 (FGF21) je myokinem s přímým účinkem na absorpci glukózy v kosterním svalstvu zvýšením exprese GLUT1 a podporou inzulinového transportu glukózy. Během hladovění je také inhibitorem lipolýzy. Jeho zvýšené uvolňování ze svalu může zapříčinit poruchy funkce mitochondrií. 

### Decorin
Decorin je vylučován během svalové kontrakce, jedná se o proteoglykan působící stejně jako jiné myokiny na růst svalu. 

### Irisin
Irisin je v nedávné době objeveným myokinem hrajícím roli zejména v metabolismu lipidů. Podílí se na tvorbě hnědé tukové tkáně. Jeho koncentrace se po cvičení zvyšuje. Byl popsán jeho potenciál v léčbě obezity a jeho možné preventivní účinky u některých nádorových onemocnění.

## Vliv na onemocnění
Mnohé myokiny působí protizánětlivě, potlačením chronického zánětu mohou tedy zabránit rozvoji řady onemocnění. Mezi tato onemocnění patří například diabetes 2. typu, demence, některé typy nádorů, kardiovaskulární onemocnění a další. Fyzická aktivita tedy napomáhá prevenci těchto patologií. Oproti tomu sedavý životní styl spojený s dysregulací myokinů působí prozánětlivě, nepříznivým výsledkem myokinové regulace je také hromadění viscerálního tuku. 